# Mali Šenj
Mali Šenj (em cirílico: Мали Шењ) é uma vila da Sérvia localizada no município de Aerodrom, pertencente ao distrito de Šumadija, na região de Šumadija. A sua população era de 89 habitantes segundo o censo de 2011.

## Demografia
| 1948 | 1953 | 1961 | 1971 | 1981 | 1991 | 2002 | 2011 |
| ---- | ---- | ---- | ---- | ---- | ---- | ---- | ---- |
| 283  | 279  | 255  | 204  | 157  | 130  | 100  | 89   |